# Георги Стойчев (революционер)
Георги Стойчев е български революционер, деец на Вътрешната македоно-одринска революционна организация.

## Биография
Георги Стойчев е роден около 1862 година в костурското село Поздивища, тогава в Османската империя. Присъединява се към ВМОРО и е четник на Бончо Василев. Арестуван от гръцките власти през 1912 година по обвинение, че укрива 140 пушки, оръжието не е намерено, но той е затворен в Костурския затвор.